# Гауденціо Колла
Гауденціо Колла (італ. Gaudenzio Colla, нар. 22 січня 1959, Марено-ді-П'яве) — італійський футболіст, що грав на позиції півзахисника, зокрема за «Реджину», а також юнацьку збірну Італії.

## Клубна кар'єра
Народився 22 січня 1959 року в місті Марено-ді-П'яве. Вихованець футбольної школи «Аталанти». 1977 року уклав свій перший професійний контракт з «Чезеною». Утім, не провівши жодної гри за цю друголігову команду, наступного року перейшов до «Санджованезе» з четвертого за силою італійського дивізіону.
У подальшому захищав кольори ще декількох нижчолігових команд, найвищою за рівнем з яких була «Реджина», у складі якої грацеь провів 42 матчі у Серії C1 протягом 1980–1982 років.
Завершив ігрову кар'єру у 28-річному віці.

## Виступи за збірну
1977 року грав за юнацьку збірну Італії (U-20), у складі якої провів дві гри, обидві — в рамках тогорічного молодіжного чемпіонату світу.